# Chalinolobus tuberculatus
Chalinolobus tuberculata là một loài động vật có vú trong họ Dơi muỗi, bộ Dơi. Loài này được Forster mô tả năm 1844.